# Леополд III (Липе)
Паул Фридрих Емил Леополд III на немски: Paul Friedrich Emil Leopold III, Fürst zur Lippe; * 1 септември 1821, Детмолд; † 8 декември 1875, Детмолд) е 3. княз на Липе (1 януари 1851 – 8 декември 1875), генерал на Кралство Прусия.

## Биография
Той е най-големият син на княз Леополд II фон Липе (1796 – 1851) и съпругата му принцеса Емилия Фридерика Каролина фон Шварцбург-Зондерсхаузен (1800 – 1867), дъщеря на княз Гюнтер Фридрих Карл I фон Шварцбург-Зондерсхаузен (1760 – 1837) и принцеса Вилхелмина Фридерика Каролина фон Шварцбург-Рудолщат (1774 – 1854). Брат е на Волдемар (1824 – 1895), княз на Липе (1875 – 1895), Фридрих (1827 – 1854), Емил Херман (1829 – 1884), Александер (1831 – 1905), княз на Липе (1895 – 1905).
Леополд III следва в университета в Бон, където се среща с поета Ернст Мориц Арнт. Преди да започне управлението Леополд е офицер в пруската войска. На 2 септември 1873 г. той е генерал-лейтенант на кавалерията и от 16 август 1875 г. командир на полк (регимент). Леополд III е от 17 януари 1867 г. рицар на Ордена на Черния орел.
Умира на 8 декември 1875 г. на 54 години в Детмолд.

## Фамилия
Леополд III фон Липе се жени в Рудолщат на 17 април 1852 г. за принцеса Елизабет фон Шварцбург-Рудолщат (* 1 октомври 1833, Рудолщат; † 27 ноември 1896, Детмолд), дъщеря на княз Алберт фон Шварцбург-Рудолщат (1798 – 1869) и принцеса Августа Луиза Тереза Матилда фон Золмс-Браунфелс (1804 – 1865). Те нямат деца.